# Cernunnos
Cernunnos (den behornede) eller Carnonos er en gud i keltisk mytologi. Han tilhører den gruppe af keltiske guder, som dyrkedes i hele den keltiske verden snarere end kun lokalt, hvilket ellers var det almindelige.
Ikke meget er kendt om Cernunnos, men han findes gestaltet på mange kunstemner. Eftersom han ofte er omgivet af dyr, antager man at han kan have varet et slags dyrenes hersker eller dyrenes konge. Det er ukendt, hvilken gud han var, men teorier har udpeget ham som en gud som råder over dyr, jagt, frugtbarhed og handel.